# Malbun
Malbun es un pueblo con una estación de esquí en el exclave oriental del municipio de Triesenberg, en Liechtenstein.

## Geografía
Malbun es la única estación de esquí en Liechtenstein. Se encuentra a 1.600 metros (5.249 pies) sobre el nivel del mar en los Alpes, en una carretera a Steg y Vaduz, y a menos de dos kilómetros de la frontera con Austria.